# 소테네스시

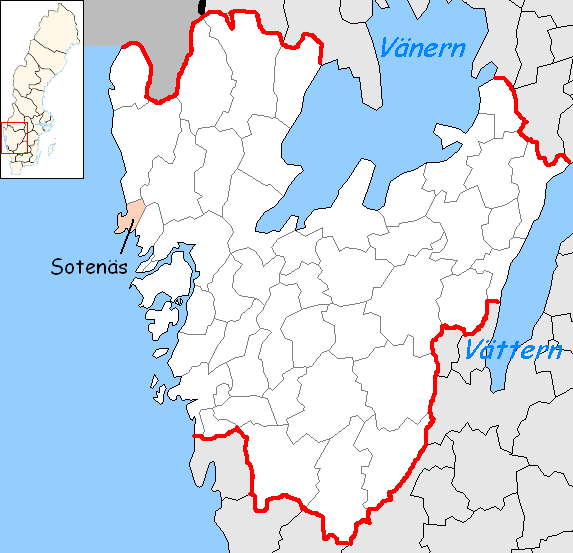
소테네스 시의 위치

소테네스시(스웨덴어: Sotenäs kommun)는 스웨덴 베스트라예탈란드주에 위치한 지방 자치체로 행정 중심지는 쿵스함이며 면적은 684.37km2, 인구는 9,065명(2016년 12월 31일 기준), 인구 밀도는 13명/km2이다.

시 문장